# Svartholm (Vårdö, Åland)
Svartholm är en ö i Åland (Finland). Den ligger i Skärgårdshavet och i kommunen Vårdö i landskapet Åland, i den sydvästra delen av landet. Ön ligger omkring 28 kilometer öster om Mariehamn och omkring 250 kilometer väster om Helsingfors.
Öns area är 20,2 hektar och dess största längd är 0,7 kilometer i sydväst-nordöstlig riktning. Ön höjer sig omkring 5 meter över havsytan.